# Semljicola arcticus
Semljicola arcticus là một loài nhện trong họ Linyphiidae.
Loài này thuộc chi Semljicola. Semljicola arcticus được Kirill Yuryevich Eskov miêu tả năm 1989.